# Quận Taylor, Iowa
Quận Taylor là một quận thuộc tiểu bang Iowa, Hoa Kỳ. Quận lỵ đóng ở Bedford6. Quận được đặt tên theo. Dân số theo điều tra năm 2000 của Cục điều tra dân số Hoa Kỳ là người.

## Địa lý
Theo Cục điều tra dân số Hoa Kỳ, quận này có diện tích km2, trong đó có km2 là diện tích mặt nước.